# Ефимия (Мрнявчевич)
Ефимия (серб. Јефимија), в миру Елена Мрнявчевич (серб. Јелена Мрњавчевић, ок. 1349 — после 1405) — сербская монахиня, первая поэтесса в истории сербской литературы.

## Биография
Родилась около 1349 года под именем Елена в семье магната Войхны, управлявшего Драмой. В юности она научилась писать и читать по-сербски и по-гречески, умела также вышивать. В 1365 году она вышла замуж за деспота Серры Углеша Мрнявчевича. Она и её муж жили в Сере, где она принадлежала к интеллектуальной среде, тесно связанной с Афоном, а именно в кругах византийской и сербской знати.
После смерти мужа, погибшего в битве на Марице, после смерти единственного сына Елена поступила в монастырь и приняла имя Ефимия. Она вернулась в Сербию, ко двору князя Лазаря I Хребеляновича и Милицы Хребелянович, дальней родственницы Ефимии. После смерти Лазаря, когда Милица де-факто правила Сербией в течение четырёх лет, Ефимия поддерживала её в политических вопросах. В 1398 году она сопровождала Милицу на встрече с Баязидом I. Описывая событие, Константин Философ высоко оценил мужество Ефимии.
Ефимия была первой женщиной, вошедшей в историю сербской литературы. Свою поэзию она записала в виде вышивки, художественность которой представляет высокую художественную ценность. Её первое известное произведение — «Горе по младенцу Углешу» — трогательная молитва, описывающая отчаяние матери, выгравированная на серебряном футляре небольшого диптиха, ранее принадлежавшего её сыну, умершему в детстве. Ефимия подарил диптих Хиландарскому монастырю до 1371 года. В 1398 или 1399 году она подарила тому же монастырю завесу (греч. catapetasma) для Святых врат с изображением Христа в окружении Иоанна Златоуста, св. Василия и двух архангелов. Между фигурами золотой нитью по красному шелку была вышита её Надпись на покрывале в Хиландаре, в которой Ефимия описывает свой дар и возносит молитву, содержание которой отсылает к творчеству Симеона Нового Богослова. Её самая важная работа — «Похвала князю Лазарю» (1402 год), вышитая на плащанице князя Лазаря I, погребённого в монастыре Раваница. Ефимия снова использовала золотую нить на красном шёлке, чтобы вышить текст на этот раз по всей поверхности плащаницы, за исключением цветочной каймы. Сначала содержание представляет собой восхваление усопшего, затем переходит в личную молитву за потомков правителя и погрузившуюся в неизвестность страну. Сегодня плащаница размером 99 х 69 см находится в Музее Сербской православной церкви в Белграде.
Ефимия умерла после 1405 года. Похоронена в Любостинском монастыре.

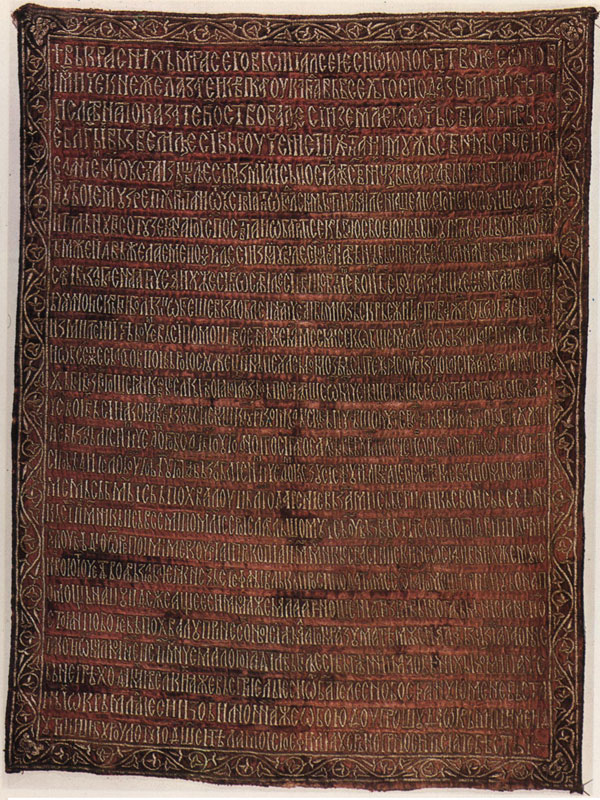
Похвала князю Лазарю